# Coppa del Brasile (pallavolo femminile)
La Coppa del Brasile è una competizione pallavolistica per squadre di club brasiliane femminili, organizzata con cadenza annuale dalla CBV.

## Albo d'oro
| Edizione      | Edizione          | Podio          | Podio         | Podio         |               |
| Anno          | Sede della finale | Campione       | Risultato     | Finalista     |               |
| ------------- | ----------------- | -------------- | ------------- | ------------- | ------------- |
| 2007 Dettagli | Brusque           | Rio de Janeiro | 3 - 0         | Finasa        |               |
| 2008 Dettagli | Curitiba          | Finasa         | 3 - 2         | São Caetano   |               |
| 2008-13       | -                 | Non disputata  | Non disputata | Non disputata | Non disputata |
| 2014 Dettagli | Maringá           | Osasco         | 3 - 1         | Sesi          |               |
| 2015 Dettagli | Cuiabá            | Pinheiros      | 3 - 2         | Sesi          |               |
| 2016 Dettagli | Campinas          | Rio de Janeiro | 3 - 0         | Praia Clube   |               |
| 2017 Dettagli | Campinas          | Rio de Janeiro | 3 - 0         | Minas         |               |
| 2018 Dettagli | Lages             | Osasco         | 3 - 0         | Praia Clube   |               |
| 2019 Dettagli | Gramado           | Minas          | 3 - 1         | Praia Clube   |               |
| 2020 Dettagli | Jaraguá do Sul    | Rio de Janeiro | 3 - 1         | Praia Clube   |               |
| 2021 Dettagli | Saquarema         | Minas          | 3 - 2         | Praia Clube   |               |
| 2022 Dettagli | Blumenau          | Bauru          | 3 - 0         | Minas         |               |
| 2023 Dettagli | Jaraguá do Sul    | Minas          | 3 - 1         | Praia Clube   |               |
| 2024 Dettagli | São José          | Praia Clube    | 3 - 2         | Minas         |               |
| 2025 Dettagli | São José          | Osasco         | 3 - 1         | Bauru         |               |

## Palmarès
| Squadre        | Titoli | Edizioni               |
| -------------- | ------ | ---------------------- |
| Rio de Janeiro | 4      | 2007, 2016, 2017, 2020 |
| Minas          | 3      | 2019, 2021, 2023       |
| Osasco         | 3      | 2014, 2018, 2025       |
| Bradesco       | 1      | 2008                   |
| Pinheiros      | 1      | 2015                   |
| Bauru          | 1      | 2022                   |
| Praia Clube    | 1      | 2024                   |